# 阿爾斯特博物館

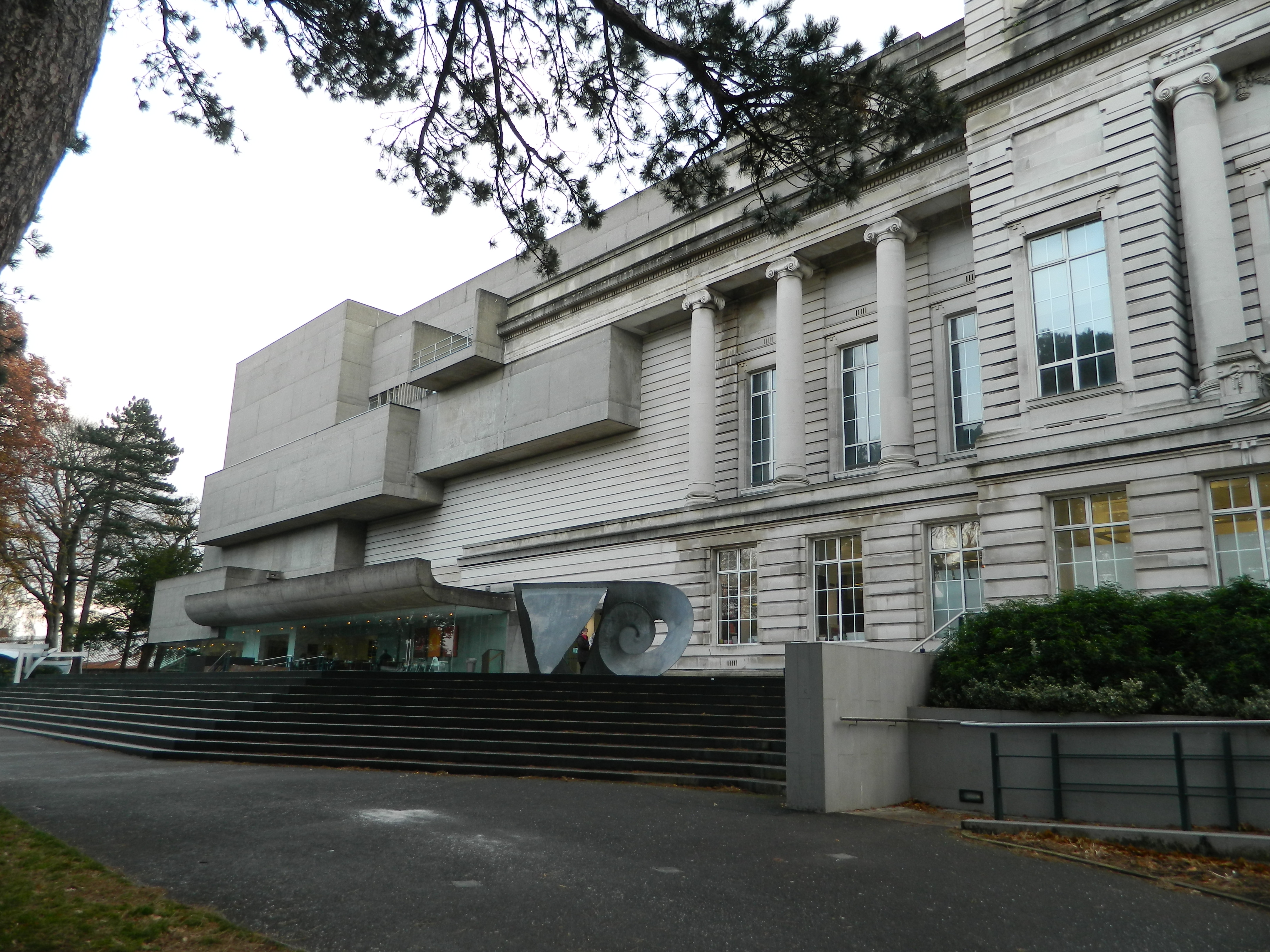
阿爾斯特博物館

阿爾斯特博物館（Ulster Museum）是英國的一座博物館。位於北愛爾蘭首府貝爾法斯特的博塔尼克花園。阿爾斯特博物館主要展示有關美術、應用藝術、考古學和民族誌的展示品。阿爾斯特博物館是北愛爾蘭最大的博物館，並且也是北愛爾蘭國家博物館的成員之一。

## 历史
阿爾斯特博物館在2006年至2009年10月期間曾一度關閉以進行整修。2009年10月23日，在博物館開業80週年之際，阿爾斯特博物館重新開放。整修的資金是由國家彩票和北愛爾蘭政府中的文化、藝術和休閒部提供。

## 外部連結
- Ulster Museum - official website
- National Museums of Northern Ireland
- Habitas (Ulster Museum Sciences Division) （页面存档备份，存于）
- The Northern Ireland Guide: The Ulster Museum
- （页面存档备份，存于）